# Gilbert (cráter marciano)
Gilbert es un gran cráter marciano localizado en el sur del planeta, en el área denominada Promethei Terra. Es uno de los varios grandes cráteres fuertemente picados de marcas que comparten la misma altiplanicie. Desde 1973 lleva el nombre del geólogo estadounidense Grove K. Gilbert.